# El Mehdi Sidqy
El Medhi Sidqy (Mohammédia, 6 gennaio 1984) è un calciatore marocchino, difensore svincolato.

## Carriera

### Club
Debutta con lo Jagiellonia Białystok il 6 marzo 2010 nella vittoria fuori casa per 1-2 contro lo Śląsk Breslavia.

## Palmarès
- Campionato saudita: 1

Al Shabab: 2003-2004
- Coppa di Polonia: 1

Jagiellonia Białystok: 2009-2010